# Вестенанова
Вестенанова (итал. Vestenanova) је насеље у Италији у округу Верона, региону Венето.
Према процени из 2011. у насељу је живело 695 становника. Насеље се налази на надморској висини од 491 м.

## Становништво
| 1931. | 1936. | 1951. | 1961. | 1971. | 1981. | 1991. | 2001. | 2011. |
| ----- | ----- | ----- | ----- | ----- | ----- | ----- | ----- | ----- |
| 4.160 | 4.086 | 4.497 | 3.279 | 2.691 | 2.411 | 2.493 | 2.614 | 2.618 |